# مختاران بی‌بی
مختاران بی‌بی یا مختاران مایی (زادهٔ ۱۹۷۲) یک زن روستایی اهل پاکستان است که در سال ۲۰۰۲ مورد تجاوز دسته‌جمعی قرار گرفت.
بنا به گزارش‌ها، شورای این روستا حکم به تجاوز به این زن را صادر کرده بوده به این دلیل که برادرش با یک دختر دیگر رابطهٔ نامشروع داشته‌است.
مختاران بی‌بی برخلاف دیگر زنان پاکستانی که در این موارد معمولاً دست به خودکشی می‌زنند پیگیر مورد قانونی خود شد و پس از طی سه سال روند دشوار حقوقی و دادگستری توانست توجه رسانه‌های جهانی را به مشکل خود جلب کند.
او همچنین در روستای خود با پولی که به خاطر جبران این حادثه به او پرداخت شد دو مدرسه راه انداخته و اکنون در سطح بین‌المللی برای حقوق زنان فعالیت می‌کند. او می‌گوید: «وجود این مدرسه‌ها و پسران و دخترانی که در آن درس می‌خوانند رنگ تازه‌ای به زندگی من داده‌است.»
مختاران بی بی یا مختاران مایی زن معروف پاکستانی که در سال ۲۰۰۲ در یک اقدام بدوی از سوی یک دادگاه محلی در پنجاب به تجاوز گروهی توسط پنج مرد متهم شده بود روز گذشته مادر شد، مختاران بی بی بر خلاف زنانی که قربانی این موضوع می‌شوند و دست به خودکشی می‌زنند توانست با مبارزه حقوقی در دادگاه عالی توجه جهانی را به این موضوع جلب کند و بعدها مؤسسه خیره‌ای برای کمک به آگاهی بخشی به بانوان پاکستانی تشکیل داد، این مادر ۴۰ ساله همواره نماد شجاعت و مبارزه شناخته می‌شود و در سراسر جهان مورد احترام است.